# Сонгун-915
Сонгун-915 (за західною класифікацією помилково званий «Покпхунхо») — північнокорейський основний бойовий танк, за північнокорейською класифікацією середній танк 98 року Чучхе (тобто 2009 року), розроблений як розвиток серії танків Чхонмахо.
У США ранні прототипи танка мають класифікацію «M-2002». Перший прототип був імовірно побудований в 1992 році. За наявними даними, станом на 2010 року було випущено не менше 200 одиниць.
Висловлюються припущення, що на танку встановлений форсований двигун. У 2012 році брав участь у військовому параді КНДР.

## На озброєнні
- Північна Корея — не менше 200 станом на 2010 рік[28]